# Biomolecular NMR Assignments
Biomolecular NMR Assignments is een internationaal, aan collegiale toetsing onderworpen wetenschappelijk tijdschrift op het gebied van de biofysica. De naam wordt in literatuurverwijzingen meestal afgekort tot Biomol. NMR Assign.
Het wordt uitgegeven door Springer Science+Business Media en verschijnt 2 keer per jaar.
Het eerste nummer verscheen in 2007.